# 海の森
海の森（うみのもり）は、東京都江東区の町名。現行行政地名は海の森一丁目から海の森三丁目。2020年6月25日に全域で住居表示が実施された。
中央防波堤埋立地のうち、中央防波堤より北側の敷地（中央防波堤内側埋立地）に該当する。また、中央防波堤外側埋立地の一部に「海の森三丁目地先」の暫定名称が付けられている。
なお、町名設定以前は暫定的に「江東区青海三丁目地先」、「青海三丁目地先中央防波堤内側埋立地」とされていた。

## 地理
東京都江東区の南西沿岸部に位置する埋立地で、海路を挟んで北側の青海に接する。南岸護岸は中央防波堤の一部と一体化しており、海路を挟んでその南側にはさらなる埋立地（中央防波堤外側埋立地、新海面処分場）が位置する。

## 歴史
元々は夢の島、若洲と同様に、ごみの埋立処分場だったところである。

### 地名の由来
当地には町名設定以前より東京都港湾局によって海の森公園の造成が行われていた。
中央防波堤埋立地の帰属先が確定したことを受け2019年に江東区が町名案を公募したところ、500通を超える応募の中で「海の森」が最多となった。江東区はこれに基づき、なじみ深い名称であること、緑豊かな自然をイメージできること、およびオリンピック・パラリンピック競技大会のレガシーとなり得ることを理由として、「海の森」を新たな町名に設定することとした。

### 沿革
- 1973年（昭和48年） - 中央防波堤内側埋立地（東京都特別区内のごみ最終処分場[9][10]）として埋立開始[9]。
- 1986年（昭和61年） - 埋立終了[9][10]。
- 2020年（令和2年）
  - 4月1日 - 江東区の町名として成立[8]。
  - 6月25日 - 住居表示を実施[11]。

### 町名の変遷
| 実施後       | 実施年月日    | 実施前       |
| ------------ | ------------- | ------------ |
| 海の森一丁目 | 2020年6月25日 | 海の森の一部 |
| 海の森二丁目 | 2020年6月25日 | 海の森の一部 |
| 海の森三丁目 | 2020年6月25日 | 海の森の一部 |

## 交通
第二航路トンネルで青海と、東京港海の森トンネルで有明と結ばれている。また中央防波堤外側埋立地（江東区海の森三丁目地先および大田区令和島）を介して、臨海トンネルで大田区城南島、東京ゲートブリッジで江東区若洲と結ばれている。
来訪する場合は自動車やバイク、または都営バス東京テレポート駅発着（テレコムセンター駅前経由）の波01系統「中央防波堤行き／海の森水上競技場行き」を利用するか、東京ゲートブリッジを経由して徒歩で来訪する。第二航路トンネル・東京港海の森トンネル・臨海トンネルは歩行者・軽車両・原付バイク通行不可。東京ゲートブリッジは軽車両・原付バイク通行不可。
バス
- 都営バス 波01（NM01）系統
  - 環境局中防合同庁舎停留所
  - 中央防波堤停留所
  - 海の森公園停留所
  - 海の森水上競技場停留所
- 海の森水上競技場については、東京臨海高速鉄道りんかい線国際展示場駅から無料シャトルバスが運行されている[12]。
- 東京都が2025年7月1日から2026年3月31日まで（年末年始除く）新木場駅と海の森公園を結ぶ自動運転バスを実証運行中（無料運行）。

## 事業所
2021年（令和3年）現在の経済センサス調査による事業所数と従業員数は以下の通りである。
| 町丁   | 事業所数 | 従業員数 |
| ------ | -------- | -------- |
| 海の森 | 25事業所 | 626人    |

## 施設
- 中央防波堤内側ばら物埠頭
- 中央防波堤内側外貿雑貨埠頭
- 東京税関青海コンテナ検査センター
- 東京二十三区清掃一部事務組合中防処理施設
- 東京都環境局中防合同庁舎
- 東京都建設発生土再利用センター
- 海の森公園
  - 海の森水上競技場
- 東京臨海風力発電所

## その他

### 日本郵便
- 郵便番号 : 135-0066[2]（集配局 : 晴海郵便局[14]）。

郵便番号は町名設定以前は暫定的に135-0064が用いられた。また中央防波堤の郵便番号は135-0065であるが、当分の間は、暫定住所を記載しても配達される。